# Deutsche Einband-Meisterschaft 2014/15

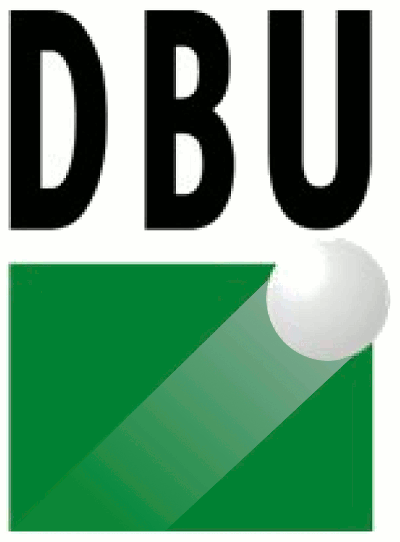
Verbandslogo: DBU

Veranstaltungsort: Bad Wildungen

Die Deutsche Einband-Meisterschaft 2014/15 war eine Billard-Turnierserie und fand vom 19. bis zum 20. November 2014 in Bad Wildungen stattfand.

## Geschichte
Ungeschlagen sicherte sich der Hildener Thomas Wildförster, 25 Jahre nach seinem ersten Titel 1989, die vierte deutsche Meisterschaft im Einband. Im Finale besiegte er den Coesfelder Carsten Lässig klar mit 100:53 in zwölf Aufnahmen. Lässig stand im Halbfinale gegen den Titelverteidiger Dieter Steinberger knapp vor dem Aus. Nachdem Steinberger das Match in 16 Aufnahmen beendet hatte, brauchte Lässig noch drei Punkte zum Remis, die er auch schaffte. in der Verlängerung siegte er dann mit 10:4 in vier Aufnahmen. Uwe Matuszak wurde am Ende mit Steinberger Dritter.

Die kompletten Ergebnisse stammen aus eigenen Unterlagen und er österreichischen Billardzeitung Billard.

## Modus
Gespielt wurde in zwei Vierergruppen bis 100 Punkte oder 20 Aufnahmen. Die zwei Gruppenbesten kamen danach in die K.o.-Spiele des Halbfinales. Ab hier wurde bis 100 Punkte ohne Aufnahmenbegrenzung gespielt.
Die Endplatzierung ergab sich aus folgenden Kriterien:
1. Matchpunkte (MP)
2. Generaldurchschnitt (GD)
3. Bester Einzeldurchschnitt (BED)
4. Höchstserie (HS)

## Teilnehmer (alphabetisch)
1. Dieter Steinberger (BC Kempten), Titelverteidiger
2. Sven Daske (SCB Langendamm)
3. Markus Dömer (Bergisch-Gladbacher BC)
4. Jürgen Keul (Bergisch-Gladbacher BC)
5. Carsten Lässig (BG Coesfeld)
6. Uwe Matuszak (BF Krefeld-Königshof)
7. Arnd Riedel (BC Wedel)
8. Thomas Wildförster (BC Hilden)

### Gruppenphase
| Platz                     | Name               | MP  | Pkte. | Aufn. | GD   | BED   | HS |
| ------------------------- | ------------------ | --- | ----- | ----- | ---- | ----- | -- |
| 1                         | Dieter Steinberger | 4:2 | 291   | 37    | 7,88 | 14,28 | 58 |
| 2                         | Uwe Matuszak       | 4:2 | 207   | 42    | 4,92 | 6,66  | 33 |
| 3                         | Markus Dömer       | 4:2 | 216   | 52    | 4,15 | 5,88  | 35 |
| 4                         | Arnd Riedel        | 0:6 | 160   | 47    | 3,40 | –     | 19 |
| Gruppendurchschnitt: 4,91 |                    |     |       |       |      |       |    |

| Platz                     | Name               | MP  | Pkte. | Aufn. | GD   | BED  | HS |
| ------------------------- | ------------------ | --- | ----- | ----- | ---- | ---- | -- |
| 1                         | Thomas Wildförster | 6:0 | 269   | 52    | 5,17 | 8,33 | 33 |
| 2                         | Carsten Lässig     | 4:2 | 253   | 47    | 5,38 | 6,66 | 22 |
| 3                         | Sven Daske         | 2:4 | 258   | 60    | 4,30 | 4,50 | 43 |
| 4                         | Jürgen Keul        | 0:6 | 200   | 55    | 3,63 | –    | 21 |
| Gruppendurchschnitt: 4,57 |                    |     |       |       |      |      |    |

### Finalrunde
| 1. Halbfinale      |     |         |    |      |      |    |
| Dieter Steinberger | 0:2 | 100(7)  | 16 | 6,25 | 6,25 | 39 |
| Carsten Lässig     | 2:0 | 100(10) | 16 | 6,25 | 6,25 | 21 |

| 2. Halbfinale      |     |     |   |       |       |    |
| Thomas Wildförster | 2:0 | 100 | 9 | 11,11 | 11,11 | 57 |
| Uwe Matuszak       | 0:2 | 53  | 9 | 5,88  | –     | 25 |

| Finale             |     |     |    |      |      |    |
| Carsten Lässig     | 0:2 | 53  | 12 | 4,41 | –    | 15 |
| Thomas Wildförster | 2:0 | 100 | 12 | 8,33 | 8,33 | 38 |

## Abschlusstabelle
| MP    | Match Punkte (Sieger = 2; Unentschieden = 1; Verlierer = 0) |
| SV    | Satzverhältnis (nur bei Turnieren im Satzsystem)            |
| Pkte. | Erzielte Karambolagen                                       |
| Aufn. | benötigte Aufnahmen                                         |
| GD    | Generaldurchschnitt                                         |
| MGD   | Mannschafts-Generaldurchschnitt                             |
| BED   | Bester Einzeldurchschnitt eines Spielers                    |
| BEMD  | Bester Einzeldurchschnitt einer Mannschaft                  |
| BSD   | Bester Satzdurchschnitt eines Spielers                      |
| HS    | Höchstserie                                                 |
| WRP   | Weltranglistenpunkte                                        |

| Klassement                | Klassement | Klassement         | Klassement | Klassement | Klassement | Klassement | Klassement | Klassement | Klassement |
| Phase                     | Platz      | Name               | MP         | Pkt.       | Aufn.      | GD         | BED        | HS         |            |
| ------------------------- | ---------- | ------------------ | ---------- | ---------- | ---------- | ---------- | ---------- | ---------- | ---------- |
| Finale                    | 1          | Thomas Wildförster | 10:0       | 469        | 73         | 6,42       | 11,11      | 57         |            |
| Finale                    | 2          | Carsten Lässig     | 6:4        | 406        | 75         | 5,41       | 6,66       | 22         |            |
| Halb- finale              | 3          | Dieter Steinberger | 4:4        | 391        | 53         | 7,37       | 14,28      | 58         |            |
| Halb- finale              | 3          | Uwe Matuszak       | 4:4        | 260        | 51         | 5,09       | 6,66       | 33         |            |
| Gruppen- phase            | 5          | Markus Dömer       | 4:2        | 216        | 52         | 4,15       | 5,88       | 35         |            |
| Gruppen- phase            | 6          | Sven Daske         | 2:4        | 258        | 60         | 4,30       | 4,50       | 43         |            |
| Gruppen- phase            | 7          | Jürgen Keul        | 0:6        | 200        | 55         | 3,63       | –          | 21         |            |
| Gruppen- phase            | 8          | Arnd Riedel        | 0:6        | 160        | 47         | 3,40       | –          | 19         |            |
| Turnierdurchschnitt: 5,06 |            |                    |            |            |            |            |            |            |            |